# Відземська височина
Відземська височина, або Ліфляндська височина (латис. Vidzemes augstiene) — горбиста височина на сході Латвії, в регіоні Ліфляндія (Відземе).
Складається з Центральновідземської височини (з найвищою точкою Латвії горою Гайзінькалнс, 311 м) і розташованої на північному сході Алуксненської, або Східновідземської, височини (г. Делінькалнс, 271 м). Надалі, на території Естонії, переходить у височину Хаанья.
Височина складається, головно, з моренних суглинків, що лежать на девонських відкладеннях (головним чином доломіти). У низинах — озера, найбільші з яких: Алаукстс, Алукснес, Інесіс.

## Клімат
Клімат Відземської височини порівняно суворий. Середня річна температура найнижча в країні — +4,3 °C, тоді як на Приморській низовині — +5,7 °C. Така різниця впливає на сільськогосподарські роботи. Літо прохолодніше, ніж на довколишніх низовинах, зима — суворіша. Середня температура липня становить близько +16.5 °C, січня — −7 °C. Період вегетації настає пізно, і він коротший, ніж на Приморській низовині.
На Відземській височині випадає максимальна для Латвії кількість опадів — 800 мм. Дощі в горбистих місцях тягнуть за собою ерозію ґрунтів, нерідко вони змивають навіть посіви. У низовинах, навпаки, ґрунти намиваються й часто заболочуються.

## Ґрунти
Дві третини височини вкриті дерново-підзолистими ґрунтами, третину займають низинні болота і заболочені площі. Дерново-підзолисті ґрунти на моренних суглинках використовуються у сільському господарстві.
У ґрунтах Відземського району відчувається нестача органічних речовин; у піщаних, супіщаних, сильно- й середньопідзолених ґрунтах не вистачає калію; не менше 40% ґрунтів мають потребу в фосфорі.